# Moussa Doumbouya
Moussa Doumbouya (sinh ngày 12 tháng 12 năm 1997) là một cầu thủ bóng đá chuyên nghiệp người Guinée hiện tại đang thi đấu ở vị trí tiền đạo trung tâm cho câu lạc bộ Rot-Weiss Essen.

## Sự nghiệp thi đấu

### Hannover 96
Doumbouya ra mắt cho câu lạc bộ Hannover 96 vào ngày 21 tháng 2 năm 2021, khi vào sân thay cho Valmir Sulejmani ở phút thứ 71 trong trận gặp Fortuna Düsseldorf tại Bundesliga 2. Trận đấu đó kết thúc với tỷ số 3-2 nghiêng về Fortuna Düsseldorf.

### Rot-Weiss Essen
Sau một mùa giải với câu lạc bộ FC Ingolstadt, Doumbouya gia nhập Rot-Weiss Essen tại 3. Liga vào tháng 6 năm 2023 bằng một thỏa thuận kéo dài 2 năm.